# Valdemorillo de la Sierra
Valdemorillo de la Sierra è un comune spagnolo di 83 abitanti situato nella comunità autonoma di Castiglia-La Mancia.